# 信京電訊
信京電訊有限公司，簡稱信京電訊（英語：Shinetown Telecommunication Limited），在1997年於香港（總部）創立。
業務在全球經營流動通訊服務、儲值電話卡、長途電話服務、國際話音批售業務、國際飛線漫遊服務、收費電話，及嶄新的流動電話匯款服務。
2004年，在九廣東鐵（東鐵綫前身）、九廣西鐵（西鐵綫前身）和馬鞍山鐵路（馬鞍山綫前身）提供收費電話服務，後在2007年12月2日兩鐵合併後，2009年港鐵全線安裝收費電話完成。
但在2015年12月尾，由於使用量大跌60%，收入不足以彌補成本，再加上合約期屆滿，因此無意再港鐵提供服務，當時車站近400個收費電話將會陸續被拆除，暫未有公司願意承辦服務。

## 外部連結
- shinetown.com.hk（页面存档备份，存于）